# Книтлинген
Книтлинген (њем. Knittlingen) град је у њемачкој савезној држави Баден-Виртемберг. Једно је од 28 општинских средишта округа Енцкрајс. Према процјени из 2010. у граду је живјело 7.820 становника. Посједује регионалну шифру (AGS) 8236033.

## Географски и демографски подаци
Книтлинген се налази у савезној држави Баден-Виртемберг у округу Енцкрајс. Град се налази на надморској висини од 196 метара. Површина општине износи 26,3 km². У самом граду је, према процјени из 2010. године, живјело 7.820 становника. Просјечна густина становништва износи 297 становника/km².

## Међународна сарадња
| Мјесто    | Држава  | Врста сарадње | Од    |
| --------- | ------- | ------------- | ----- |
| Бенаохан  | Шпанија | контакт       | 2000. |
| Монтехаке | Шпанија | контакт       | 2000. |
| Извор     |         |               |       |